# Hol takmos
Hol takmos (Ramalina baltica) is een korstmossoort uit de familie Ramalinaceae. Het groeit op steen en op bomen. Het leeft in symbiose met een trebouxioide alg.

## Verspreiding
In Nederland is hol takmos zeer zeldzaam en staat op de Nederlandse Rode Lijst in de categorie 'gevoelig'.